# Pilogalumna bloemfonteinensis
Pilogalumna bloemfonteinensis är en kvalsterart som beskrevs av Engelbrecht 1972. Pilogalumna bloemfonteinensis ingår i släktet Pilogalumna och familjen Galumnidae. Inga underarter finns listade i Catalogue of Life.